# Palenque (Venezuela)
Palenque es un pequeño pueblo ubicado en el municipio Francisco de Miranda, en el corazón del Estado Guárico, Venezuela. Es conocido por su tradición agrícola y ganadera. Sus habitantes se dedican principalmente al cultivo de maíz, frijoles y otros productos básicos, así como a la cría de ganado, actividades que constituyen la base de su economía local.
Además de su vocación agropecuaria, Palenque posee una posición estratégica que lo vincula con uno de los mayores recursos naturales del país: la Faja Petrolífera del Orinoco. Aunque actualmente no existen explotaciones activas en la zona, su cercanía a este vasto yacimiento de petróleo no explotado representa un importante potencial económico a futuro.
El pueblo también se destaca como un punto de interés turístico gracias a su proximidad al Parque Nacional Aguaro - Guariquito, una vasta extensión de sabanas, esteros y biodiversidad que atrae a amantes de la naturaleza y la aventura. Los turistas que visitan este parque suelen encontrar en Palenque un lugar de descanso y un punto de acceso ideal para explorar las maravillas naturales del área.
Desde el punto de vista geográfico, Palenque se encuentra ubicado en las coordenadas 8°30′N 67°48′O / 8.500, -67.800 y a una altitud promedio de 115 metros sobre el nivel del mar. Este pueblo, aunque pequeño, está impregnado de la cultura llanera típica de la región central venezolana, con costumbres, música y gastronomía que reflejan el carácter auténtico de su gente. En términos sociales, la comunidad de Palenque es conocida por su hospitalidad y sentido de pertenencia. Aunque su población no supera los 650 habitantes, el pueblo destaca por mantener vivas sus tradiciones mientras busca nuevas oportunidades de desarrollo sostenible en armonía con su entorno natural.